# رئيس الإدارة المدنية (ألمانيا النازية)

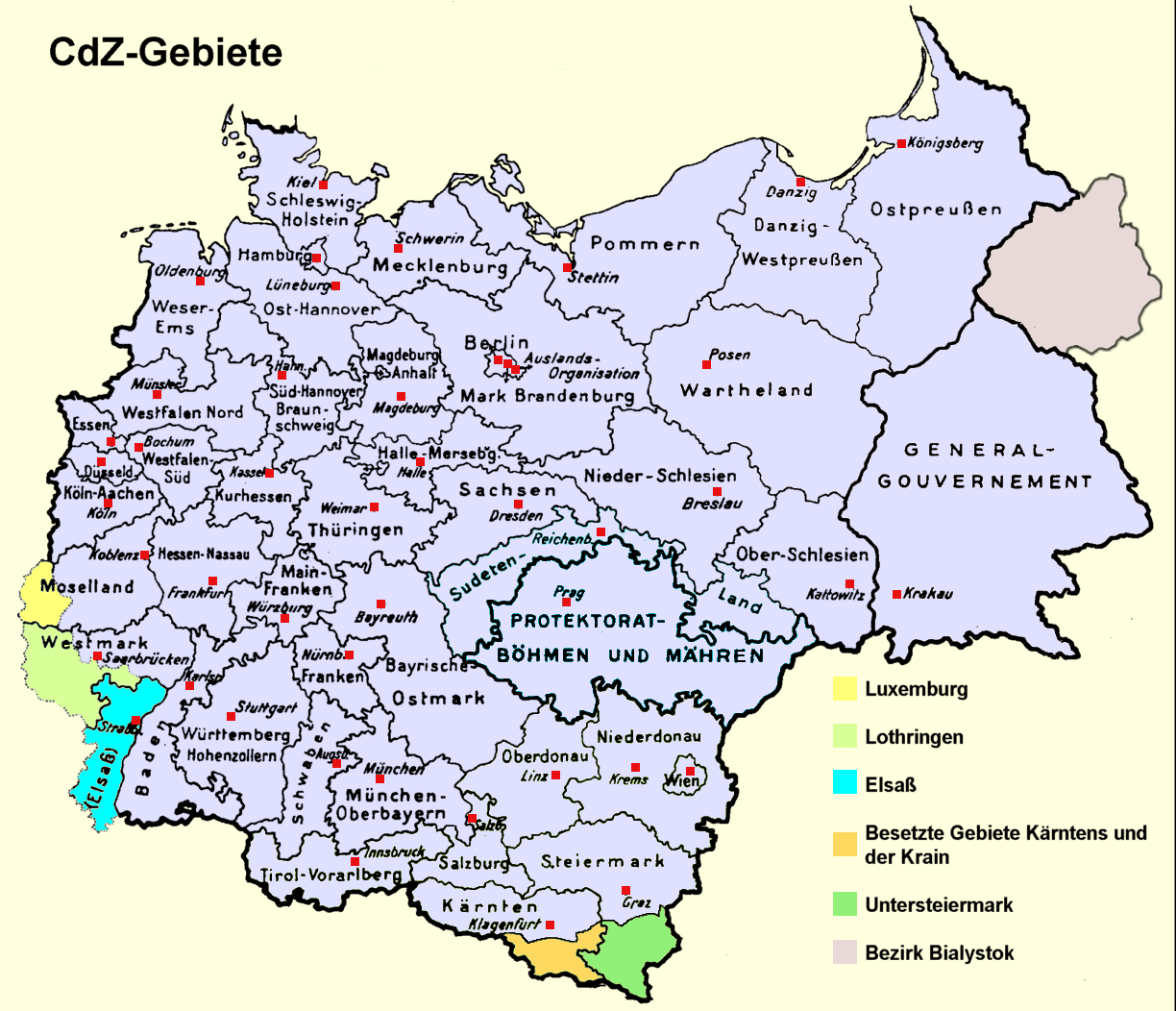
الرايخ الثالث في عام 1941، مع مناطق شيف دير زيفلرفالتونج

رئيس الإدارة المدنية أو شيف دير زيفلفيرفالتونج (بالألمانية: Chef der Zivilverwaltung, CdZ)‏ مكتب تم تقديمه في ألمانيا النازية، وكان يعمل خلال الحرب العالمية الثانية. كانت مهمتها إدارة القضايا المدنية وفقًا لقانون الاحتلال، والهدف الأساسي منها هو دعم القيادة العسكرية في مناطق عمليات الجيش الألماني. سينقل شيف دير زيفلرفالتونج سلطته إلى حكومة مدنية بعد أن أصبحت المنطقة المعنية في الجزء الخلفي من القوات المسلحة العاملة.

## المسئولية
وفقًا للقانون الألماني، انتقلت جميع السلطات التنفيذية في مناطق الانتشار إلى القوات المسلحة الفيرماختية. إن القيادة العليا للجيش الألماني التي عجزت عن بناء إدارة مدنية، وضعت هذه المهام عن طيب خاطر على شيف دير زيفلرفالتونج. في منصب حاكم الرايخشتاتالتر، كان المكتب تحت سلطة وزارة الداخلية في الرايخ، ولكن من الناحية التشغيلية كانت شيف دير زيفلرفالتونج تحت قيادة القائد الأعلى للجيش الألماني وفي النهاية أدولف هتلر كقائد أعلى. تدخل هتلر عمومًا في السياسات الداخلية للأراضي المحتلة، مما أعطى صلاحيات غير مقيدة لأسرابتي سيشرهيتسدينيست وقوات الأمن الخاصة تحت قيادة هاينريش هيملر.

## الإدارات
تم تعيين العديد من الأقسام الإدارية الخاضعة لسلطة رئيس الإدارة المدنية رسميًا على أنها CdZ-Gebiete (مناطق شيف دير زيفلرفالتونج، رئيس أقاليم الإدارة المدنية):
- تم إنشاء العديد من مؤسسات شيف دير زيفلرفالتونج بعد احتلال أراضي سوديتنلاند التشيكية من 1 أكتوبر 1938. ومع ذلك، أثبتت هذه المؤسسات فشلها وحلت محلها بسرعة حكومة كونراد هينلين، التي عينت مجلس النواب الألماني في 21 أكتوبر. مزيد من أوامر شيف دير زيفلرفالتونج أثناء الغزو الألماني حتى تعيين كونستانتين فون نيورات في الرايخ محمية بوهيميا ومورافيا في مارس 1939.
- وفي عام 1939 أيضًا، تم تعيين ضابط الأمن الخاص هاينز جوست في منصب نائب الرئيس لمنطقة تسيتشيناو المحتلة التابعة لمقاطعة بروسيا الشرقية.
- ألزاس : Reichsstatthalter روبرت هينريتش فاغنر، النازي غولتير لغاو بادن
- Lothringen ( لورين ): Reichskommissar جوسف بوركيل، غوليتر من Saarpfalz (Westmark)
- لوكسمبورغ: غوستاف سيمون، غوليتر كوبلنز-ترير ( موسيلاند )

مزيد من شيف دير زيفلرفالتونج تولو مناصب في 1941 حملة البلقان: